# Sidney Herbert
Sidney Herbert (Richmond, 1810. szeptember 16. – Wilton, 1861. augusztus 2.) angol államférfi.

## Élete
Mint konzervatív kezdte pályáját és 1841-45-ben admiralitás titkára, azután hadügyminiszter lett. Az ilyen minőségben a miniszterelnökkel együtt a gabonavám eltörlése mellett működött és 1846-ban, amikor a whigek jutottak uralomra, visszalépett és Goulburnnal és másokkal a Robert Peel pártjához csatlakozott. Amikor 1852-ben lord Aberdeeen vette át a kormányt, Herbert újra hadügyminiszter lett és akkor az volt a feladata, hogy az Oroszország elleni hadjáratot készítse elő. Az angol hadseregnek krími kudarca 1855-ben azonban az Aberdeen-minisztérium bukását idézte elő, de Herbert az erre következett Palmerston-kormány alatt is hivatalt vállalt és a kolóniák titkára lett; hivatalát azonban néhány hónap mulva otthagyta, de 1859-ben Palmerston alatt újra elvállalta a hadügyminiszterséget. 1861. január 10-én Lord Herbert of Lea címet kapott.